# 샤를 망투
샤를 망투 (Charles Mantoux, 프랑스어: [mɑ̃tu]; 1877년 5월 14일, 파리 – 1947년)는 프랑스의 의사이자 결핵에 대한 동명의 혈청학적 검사의 개발자이다.
그는 파리 대학교를 졸업하고 그곳에서 폴 브로카(Paul Broca) 밑에서 공부했다. 건강상의 이유로 그는 칸(Cannes)으로 이주했지만 요양소(sanatorium) 환자들에게 부여된 긴 휴가 기간 동안 파리에서 계속 일했다.
1908년에 그는 프랑스 과학 아카데미에 피내 주사(intradermal injection)에 대한 첫 번째 연구를 발표했고 1910년에 이 연구를 발표했다. 다음 해에는 피내 검사(intradermal test)가 피하 검사(subcutaneous test)인 피르케 검사(Pirquet test)를 대체했다. 망투는 이 연구를 완료하고 주요 대학 및 기관과 제휴하지 않고도 공중 보건 및 방사선학에 기타 기여를 했다.

## 같이 보기
- 망투 검사